# Roger Rondeaux
Roger Henri Rondeaux, född den 15 april 1920 i Mareuil-le-Port, död den 24 januari 1999 i La Rochelle, var en fransk tävlingscyklist som var professionell från 1946 till 1957 och hade sina största femgångar i cykelcross, i vilket han blev världsmästare tre år i rad (1951–1953). Därtill vann han föregångaren till UCI:s officiella världsmästerskap (i vars första upplga 1950 Rondeaux blev tvåa), Critérium international de cross cyclo-pédestre 1948 och 1949, samt blev fransk mästare i disciplinen sju gånger.

## Meriter

### Landsväg
| 1946 6:a i Polymultipliée 1947 6:a i Polymultipliée 1949 7:a i Subida a Arantzazu 1950 3:a i Subida a Arantzazu | 1951 3:a i Subida a Arantzazu 8:a totalt i Tour de l'Oise 1952 Vinnare totalt av Subida a Arantzazu Vinnare av etapperna 1 och 2 3:a i Course de côte du Mont Faron (ITT) |

### Cykelcross
De tre listade tävlingarna nedan hölls i februari–mars respektive säsong. Criterium International var ett internationellt "mästerskap" som avhölls från 1924 till 1949 (inställt 1940 och 1943–1946 på grund av andra världskriget) och som ersattes av UCI:s världsmästerskap 1950.
| SäsongTävling           | 1944 1945 | 1945 1946 | 1946 1947 | 1947 1948 | 1948 1949 | 1949 1950 | 1950 1951 | 1951 1952 | 1952 1953 | 1953 1954 | 1954 1955 |
| ----------------------- | --------- | --------- | --------- | --------- | --------- | --------- | --------- | --------- | --------- | --------- | --------- |
| Världsmästerskapen      | X         | X         | X         | X         | X         |           |           |           |           | –         | 6         |
| Franska mästerskapen    |           | –         |           |           |           | –         |           |           |           |           |           |
| Criterium international | X         | X         |           |           |           | X         | X         | X         | X         | X         | X         |

X = Avhölls ej